# Dzsoszány
Dzsoszány (Josani), település Romániában, a Partiumban, Bihar megyében.

## Fekvése
Biharkaba közelében fekvő település.

## Története
1880-ban 790 lakosából 762 román, 7 magyar, 3 német volt. 1956-ban kivált belőle 268 lakossal Gorbolyfalva.